# Cold Heaven
Cold Heaven is een Amerikaanse dramafilm uit 1991 onder regie van Nicolas Roeg.

## Verhaal
Alex Davenport lijkt te zijn omgekomen bij een ongeluk. Zijn lichaam is echter spoorloos verdwenen. Zijn ontrouwe vrouw Marie had een jaar tevoren een droom die misschien een antwoord kan bieden.

## Rolverdeling
| Acteur            | Personage           |
| ----------------- | ------------------- |
| Theresa Russell   | Marie Davenport     |
| Mark Harmon       | Alex Davenport      |
| James Russo       | Daniel Corvin       |
| Will Patton       | Pastoor Niles       |
| Richard Bradford  | Monseigneur Cassidy |
| Julie Carmen      | Anna Corvin         |
| Talia Shire       | Zuster Martha       |
| Diana Douglas     | Moeder St. Agnes    |
| Seymour Cassel    | Tom Farrelly        |
| Castulo Guerra    | Dr. DeMencos        |
| Daniel Ades       | Dr. Mendes          |
| Jim Ishida        | Dr. Tanaki          |
| Jeanette Miller   | Zuster Katarina     |
| Martha Milliken   | Zuster Anna         |
| Margarita Cordova | Ambtenaar           |